# Maintirano
Maintirano – miasto w zachodnim Madagaskarze, stolica regionu Melaky. Według spisu z 2018 roku liczy 22,3 tys. mieszkańców.